# Fläderskinn
Fläderskinn (Hyphodontia sambuci) är en svampart som först beskrevs av Christiaan Hendrik Persoon, och fick sitt nu gällande namn av J. Erikss. 1958. Fläderskinn ingår i släktet Hyphodontia och familjen Schizoporaceae.  Arten är reproducerande i Sverige. Inga underarter finns listade i Catalogue of Life.